# THE M
THE M은 주식회사 채널엠 산하의 음악 엔터테인먼트 텔레비전 채널이다.

## 연혁
- 2025년 5월 12일 시험방송 실시.
- 2025년 5월 14일 개국.

## 프로그램
- 청춘음악회
- 무비플러스
- 더 트롯 쇼